# Yardley Hastings
Yardley Hastings es un pueblo y una parroquia civil del distrito de South Northamptonshire, en el condado de Northamptonshire (Inglaterra).

## Demografía
Según el censo de 2001, Yardley Hastings tenía 792 habitantes (382 varones y 410 mujeres). 183 (23,11%) de ellos eran menores de 16 años, 532 (67,17%) tenían entre 16 y 74, y 77 (9,72%) eran mayores de 74. La media de edad era de 39,8 años. De los 609 habitantes de 16 o más años, 133 (21,84%) estaban solteros, 365 (59,93%) casados, y 111 (18,23%) divorciados o viudos. 368 habitantes eran económicamente activos, 358 de ellos (97,28%) empleados y otros 10 (2,72%) desempleados. Había 11 hogares sin ocupar y 327 con residentes.
| 714                         | 784 | 917 | 1051 | 1134 | 1210 | - | - | 1179 | 1070 | 958 | 887 | 804 | 796 | - | 812 | 759 |
| (Fuente: Vision of Britain) |     |     |      |      |      |   |   |      |      |     |     |     |     |   |     |     |